# ナーデルホルン
ナーデルホルン（独：Nadelhorn）は、スイスヴァレー州のペニン・アルプス（ワリス・アルプス）にある山。同州のザースフェーの東側に位置する。南北に連なる高い稜線を持つナーデルグラート(Nadelgrat)の最高地点である。ナーデルグラートには3つの頂上があり、他の2つはステックナーデルホルン(Stecknadelhorn)、ホーベルクホルン(Hohberghorn)と呼ばれている。